# Јамазаки Сусуму
Јамазаки Сусуму (транслит. ; 1843? – 6. фебруар 1868) био је припадник полицијске јединице Шинсенгуми на позицији шпијуна и инспектора („канасацу“ 監察) у периоду касног едо периода и меиџи обнове.

## Кратка биографија
Јамазаки је био ронин, самурај без господара из Осаке и стручњак у Катори рју стилу мачевања. Године 1863, званично приступа јединици Шинсенгуми а већ следеће, заједно са Шимада Каијем добија задатак од Кондо Исамија да истражи случај који ће довести до чувеног Икедаја инцидента (кад је Шинсенгуми ухапсио и убио велики број Ишин шишија, 8. јула 1864. године). Међутим постоји теорија да је његов утицај у том догађају знатно мањи и да је преувеличан од стране јапанских писаца и да је његово учешће чак део фикције. Будући да није био један од наредника или капетана јединице, већ шпијун на тајним задацима са мало или имало сачуваних писаних података, мало се о њему заиста зна а праве информације могу бити често иманипулисане у циљу привлачења пажње читаоца. Чак се и интервју Нагакуре Шинпачија, другог капетана Шинсенгумија који је дао пред смрт (имао је 76 година) сматра преувеличаним па се праве информације увек узимају са резервом.
Занимање Јамазакија док је био у Кјоту било је лекар, и Шинсенгумији су као почетну базу користили његово радно место - апотеку, пре него што ће прећи у базу Нишихонганџи.
Говорило се да је Јамазаки био добар познавалац књижевности и војне тактике којом га је подучио његов ујак а то знање полазало се корисним у политичким дискусијама са разним високим чиновницима и феудалним лордовима које је сретао као део полицијске јединице.
Године 1865, испратио је Кондо Исамија до Хирошиме. Верује се да се Јамазаки није вратио у Кјото до следеће године због истраге намера које је према шогунату имао округ Чошу.
Јамазаки је као лекар учио под Мацумото Џуном који је забележио да је Јамазаки био нежан и уздржан (миран) човек.
Заједно са остатком Шинсенгумија 1867. године добија привилегију да хатамото (особа под директним наређењима шогуна).
Током прве битке на Тоба-Фушими 1868. године, Јамазаки бива озбиљно рањен од чијих рана 6. фебруара подлеже. Тачна локација и детаљи његове смрти остају непознати, али постоји теорија да се током повлачења удавио. Један је од ретких људи који је уживао потпуно поверење од стране Конда Исамија и Хиџиката Тошизоа.

## Јамазаки у популарној култури
Као и сви познати припадници Шинсенгумија, Јамазаки је приказан у ликом броју јапанских медија, попут анимеа, манги, серија, филмова, документараца, позоришних представа.
Појављује се у мангама: „Peacemaker Kurogane“, „Soshite, Haru no Tsuki“, „Kaze Hikaru“, „Getsumei Seiki“, „Rurouni Kenshin“ и др...
У таига драми „Шинсенгуми!“ коју државна телевизија Јапана сваке године снима о својим историским личностима и догађајима, Јамазакија игра глумац Џун Хашимото.
У духовитом аниме серијалу Гинтама, лик Јамазаки Сагаруа је инспирисан личношћу Јамазакија Сусумуа.
Појављује се у филму „Табу“ (Гохато) из 1999. године.
Заступљен је и у игрицама „Bakumatsu Renka Shinsengumi“ и „Hakuouki: Shinsengumi Kitan“.
Иако прави Јамазаки није био нинџа, понекад је у популарној култури приказан као један, првенствено због вештина које је имао као шпијун.